# Fernsehturm Dobritsch
Der Fernsehturm Dobritsch ist ein 146 Meter hoher Fernsehturm in Stahlbetonbauweise bei Dobritsch in Bulgarien. Der Turm, der von dem Architekten Petar Andreev entworfen wurde, wurde 1979 fertiggestellt und verfügt über eine für den Publikumsverkehr geöffnete Aussichtsplattform. In der Nähe des Fernsehturms Dobritsch befindet sich auch ein Mittelwellensender, der einen im Jahr 2000 fertiggestellten 112 Meter hohen, gegen Erde isolierten Stahlfachwerkmast als Sendeantenne verwendet.